# Вятическ
Вятическ (др.-русск. Вятическъ) — древний русский город в Смоленской земле, упоминаемый в летописном «Списке русских городов дальних и ближних». 
Местоположение Вятическа точно не выяснено. Предположительно, он находился на пограничье земель вятичей с землёй смоленских кривичей.
По мнению историка Михаила Тихомирова, название могло быть связано с племенем вятичей. Такого же мнения Владимир Нерознак.